# Potamonautes triangulus
Potamonautes triangulus is een krabbensoort uit de familie van de Potamonautidae. De wetenschappelijke naam van de soort is voor het eerst geldig gepubliceerd in 1959 door Bott.